# Kuliwci
Kuliwci (ukr. Кулівці) – wieś na Ukrainie, w obwodzie czerniowieckim, w rejonie czerniowieckim. W 2001 roku liczyła 649 mieszkańców.